# Кикиш
„Кикиш“ е туристически заслон, намиращ се в местността Кикиш в планината Витоша. Сградата разполага с кухня, столова и спално помощение. Построен е през 1962 година от членовете на туристическа секция „Кикиш“ при дружество „Планинец“ — София
Заслонът пустее дълго време докато не е реновиран през 2016 година и в момента действа като туристическа хижа.

## Изходни пунктове
- Драгалевски манастир (спирка на автобус № 66) – 1 ч
- квартал Драгалевци (спирка на автобус № 64) – 2 часа
- местност Златните мостове (през хижа Момина скала) – 1 час и 30 минути
- квартал Бояна (през хижа Камен дел) – 2 часа и 30 минути

## Съседни туристически обекти
- Боянски водопад – 15 минути
- хижа Камен дел – 20 минути
- връх Кикиш – 10 минути